# Арабська Федерація
Що до інших арабських федерацій, конфедерацій і союзів див.: Арабська федерація.
Арабська федерація Іраку і Йорданії (араб. الاتحاد العربي الهاشمي, трансліт. al-Ittihad Al-'Arabī Al-Hashimi) — короткочасне державне утворення, яке було утворено у 1958 від злуки Йорданії та Іраку. Хоч назва має на увазі федеральні структури, де-факто вона була конфедерацією.
Федерація була утворена 14 лютого 1958, коли король Іраку Фейсал II і його кузен король Йорданії Хусейн намагались утворити об'єднане Хашимітське королівство, у відповідь на створення Об'єднаної Арабської Республіки. Союз тривав півроку і офіційно був скасовано 2 серпня 1958, після повалення Фейсала в результаті військового перевороту 14 липня.